# Pilea maxonii
Pilea maxonii är en nässelväxtart som beskrevs av Nathaniel Lord Britton. Pilea maxonii ingår i släktet pileor, och familjen nässelväxter. Inga underarter finns listade i Catalogue of Life.